# Luka Gagnidze
Luka Gagnidze (Kutaisi, 28 de febrero de 2003) es un futbolista georgiano que juega en la demarcación de centrocampista para el F. C. Dinamo Moscú de la Liga Premier de Rusia.

## Selección nacional
Tras jugar en las categorías inferiores de la selección, finalmente hizo su debut con la selección de fútbol de Georgia en un partido amistoso contra Mongolia que finalizó con un resultado de 6-1 tras el gol de Baljinnyam Batbold para Mongolia, y de Davit Volkovi, Saba Lobjanidze, Giorgi Beridze, Budu Zivzivadze y un doblete de Giorgi Chakvetadze para Georgia.

## Clubes
| Club                               | País    | Año       | Partidos | Goles |
| ---------------------------------- | ------- | --------- | -------- | ----- |
| SK Dinamo Tiflis                   | Georgia | 2020-2021 | 18       | 1     |
| FC Ural Yekaterinburg (cedido)     | Rusia   | 2021      | 13       | 0     |
| Raków Częstochowa (cedido)         | Polonia | 2022      | 1        | 0     |
| F. C. Dinamo Moscú                 | Rusia   | 2022-2025 | 53       | 3     |
| PFC Krylia Sovetov Samara (cedido) | Rusia   | 2025      | 8        | 0     |
| F. C. Dinamo Moscú                 | Rusia   | 2025-     |          |       |